# Lingvistička antropologija
Lingvistička antropologija je interdisciplinarna studija o tome kako jezik utiče na društveni život. To je grana antropologije koja je nastala iz nastojanja da se dokumentuju ugroženi jezici. Ona je rasla tokom proteklog veka, tako da u današnje vreme obuhvata većinu aspekata jezičke strukture i upotrebe.
Lingvistička antropologija istražuje kako jezik oblikuje komunikaciju, formira društveni identitet i grupno članstvo, organizuje kulturna uverenja i ideologije velikih razmera i razvija zajednički kulturni prikaz prirodnog i društvenog sveta.

## Istorijski razvoj
Lingvistička antropologija je proizašla iz razvoja tri različite paradigme. Ove paradigme postavljaju načine približavanja jezičkoj antropologiji: prva, danas poznata kao „antropološka lingvistika”, fokusirana je na dokumentovanju jezika; druga, poznata kao „lingvistička antropologija”, bavi se teorijskim studijama upotrebe jezika; treća, razvijena u poslednje dve ili tri decenije, proučava pitanja iz drugih potpolja antropologije koristeći jezičke taktike. Iako su se sekvenciono razvijale, sve tri paradigme se i danas praktikuju.

### Prva paradigma: Antropološka lingvistika
Prva paradigma poznata je kao antropološka lingvistika. Polje je posvećeno temama jedinstvenim za potdisciplinu: dokumentaciji jezika koji su tada smatrani osuđenima na izumiranje, sa posebnim naglaskom na jezike domorodačkih severnoameričkih plemena. To je ujedno i paradigma koja je najviše usmerena na lingvistiku. Teme uključuju:
- Gramatički opis,
- Tipološka klasifikacija i
- Jezička relativnost

### Druga paradigma: Lingvistička antropologija
Druga paradigma može biti obeležena prelaskom sa antropološke lingvistike na lingvističku antropologiju, što signalizira u većoj meri antropološki fokus u studijama. Ovaj termin je skovao Del Hajms, koji je takođe bio odgovoran za ideju etnografije komunikacija. Ovaj termin je bio Hajmsova vizija budućnosti jezičke antropologije, gde bi se jezik proučavao u kontekstu situacije i u odnosu na zajednicu koja ga govori. Ovo novo doba uključivalo bi mnoga nova tehnološka dostignuća, poput mehaničkog snimanja.
Himes je proizveo mnogštvo revolucionarnih doprinosa jezičkoj antropologiji, od kojih je prvi bila nova jedinica analize. Za razliku od prve paradigme, koja je fokusirana na lingvističke alate poput merenja fonema i morfema, jedinica analize druge paradigme bila je „govorni događaj”. Govorni događaj je definisan govorom koji se dogodi tokom njega (npr. predavanje, debata). Ovo se razlikuje od govorne situacije u kojoj se govor može dogoditi (npr. večera). Hajms je takođe pokrenuo lingvistički antropološki pristup etnopoetici. Hajms se nadao da će ova paradigma jezičku antropologiju u većoj meri povezati sa antropologijom. Međutim, Hajmsova ambicija se nije uzvratila, već je druga paradigmom predstavljala distanciranje potdiscipline od ostatka antropologije.

### Treća paradigma: Antropološka pitanja koja se proučavaju jezičkim metodama i podacima
Treća paradigma, koja je započela krajem 1980-ih, ponovo se fokusirala na antropologiju pružajući lingvistički pristup antropološkim pitanjima. Umesto da se fokusiraju na istraživanje jezika, antropolozi treće paradigme fokusiraju se na proučavanje kulture jezičkim alatima. Teme uključuju:
- istraživanje ličnih i društvenih identiteta
- zajedničke ideologije
- izgradnja narativnih interakcija među pojedincima

Štaviše, poput toga kako je druga paradigma koristila novu tehnologiju u svojim studijama, treća paradigma snažno uključuje upotrebu video dokumentacije kao podršku istraživanju.

## Oblasti interesovanja
Savremena lingvistička antropologija nastavlja istraživanje u okviru sve tri gore opisane paradigme: dokumentovanje jezika, proučavanje jezika kroz kontekst i proučavanje identiteta jezičkim sredstvima. Treća paradigma, proučavanje antropoloških problema, posebno je bogato područje proučavanja za trenutne jezičke antropologe.

### Identitet i intersubjektivnost
Veliki deo rada u lingvističkoj antropologiji istražuje pitanja sociokulturnog identiteta lingvistički i diskurzivno. Lingvistički antropolog Don Kulik to je učinio u kontekstu identiteta, na primer, u nizu postavki, prvo u selu zvanom Gapun u Papui Novoj Gvineji. On je istražio upotrebu dva jezika sa i oko dece u selu Gapun: tradicionalnog jezika (tajap), koji se ne govori nigde drugde osim u njihovom selu i tako primordijalno „indeksira” identitet Gapunera, i tok pisin, široko rasprostranjeni zvanični jezik Nove Gvineje. („Indeksno” ukazuje na značenja izvan neposrednog konteksta.) Govoriti jezik tajap povezano je sa jednim identitetom: ne samo lokalnog opsega već i porekla, kao i identitetom zasnovanim na prikazivanju lične autonomije. Govoriti tok pisin predstavlja indeksiranje moderanog, hrišćanskog (katoličkog) identiteta, koji je povezan sa voljom i veštinom za saradnju. U kasnijem radu, Kulik demonstrira da određenim glasnim govornim nastupima u Brazilu, zvanim 'transvestit', seksualni radnici sramote klijente. Zajednica travesti, tvrdi se, na kraju čini bar pokušaj da se prevaziđe sramota kojom bi se šira brazilska javnost mogla da pokuša da im se suprotstavi, opet glasnim javnim diskursom i drugim načinima izvođenja.
Pored toga, naučnici poput Emila Benvenista, Meri Bjuholc i Kire Hol, Bendžamina Li, Pola Kokelmana i Stantona Vortama (među mnogim drugima) doprineli su razumevanju identiteta kao „intersubjektivnosti”, ispitivanjem načina na koji je ona diskurzivno konstruisana.

## Literatura
- Ahearn, Laura M. (2011). Living Language: An Introduction to Linguistic Anthropology. Malden, MA: Wiley-Blackwell.
- Blount, Ben G., ур. (1995). Language, Culture, and Society: A Book of Readings. Prospect Heights, IL: Waveland.
- Bonvillain, Nancy. (1993). Language, culture, and communication: The meaning of messages. Englewood Cliffs, NJ: Prentice Hall. ISBN 978-0-13-522640-7.
- Brenneis, Donald; and Ronald K. S. Macaulay.  The matrix of language: Contemporary linguistic anthropology. Boulder: Westview. 1996.
- Duranti, Alessandro. (1997). Linguistic Anthropology. Cambridge: Cambridge University Press.
- Duranti, Alessandro., ур. (2001). Linguistic Anthropology: A Reader. Malden, MA: Blackwell.
- Giglioli, Pier Paolo. (1972). Language and social context: Selected readings. Middlesex: Penguin Books.
- Salzmann, Zdenek, James Stanlaw and Nobuko Adachi. 2012. Language, culture, & society. Westview Press. 1993..

#### Race and ethnicity
- Alim, H. Samy, John R. Rickford, and Arnetha F. Ball. 2016. Raciolinguistics: How Language Shapes Our Ideas about Race. Oxford University Press.
- Bucholtz, Mary (2001). „The Whiteness of Nerds: Superstandard English and Racial Markedness”. Journal of Linguistic Anthropology. 11: 84—100. S2CID 146572419. doi:10.1525/jlin.2001.11.1.84.
- Bucholtz, Mary. 2010. White Kids: Language, Race, and Styles of Youth Identity. Cambridge University Press.
- Davis, Jenny L. 2018. Talking Indian: Identity and Language Revitalization in the Chickasaw Renaissance. University of Arizona Press.
- Dick, H. 2011. "Making Immigrants Illegal in Small-Town USA." Journal of Linguistic Anthropology. 21(S1):E35-E55.
- Hill, Jane H. (1998). „Language, Race, and White Public Space”. American Anthropologist. 100 (3): 680—689. doi:10.1525/aa.1998.100.3.680.
- Hill, Jane H. 2008. The Everyday Language of White Racism. Wiley-Blackwell.
- García-Sánchez, Inmaculada M. 2014. Language and Muslim Immigrant Childhoods: The Politics of Belonging. John Wiley & Sons.
- Ibrahim, Awad. 2014. The Rhizome of Blackness: A Critical Ethnography of Hip-Hop Culture, Language, Identity, and the Politics of Becoming. 1 edition. New York: Peter Lang Publishing Inc.
- Rosa, Jonathan. 2019. Looking like a Language, Sounding like a Race: Raciolinguistic Ideologies and the Learning of Latinidad. Oxford University Press.
- Smalls, Krystal (2018). „Fighting Words: Antiblackness and Discursive Violence in an American High School.”. Journal of Linguistic Anthropology. 23 (3): 356—383. doi:10.1111/jola.12197.
- Spears, Arthur Kean. 1999. Race and Ideology: Language, Symbolism, and Popular Culture. Wayne State University Press.
- Urciuoli, Bonnie. 2013. Exposing Prejudice: Puerto Rican Experiences of Language, Race, and Class. Waveland Press.
- Wirtz, Kristina. 2011. "Cuban Performances of Blackness as the Timeless Past Still Among Us." Journal of Linguistic Anthropology. 21(S1):E11-E34.

#### Class
- Fox, Aaron A. 2004. Real Country: Music and Language in Working-Class Culture. Duke University Press.
- Shankar, Shalini. 2008. Desi Land: Teen Culture, Class, and Success in Silicon Valley. Duke University Press.
- Nakassis, Constantine V. 2016. Doing Style: Youth and Mass Mediation in South India. University of Chicago Press.

#### Gender and sexuality
- Bucholtz, Mary (1999). „'Why be normal?': Language and Identity Practices in a Community of Nerd Girls”. Language in Society. 28 (2): 207—210. doi:10.1017/S0047404599002043 (неактивно 29. 5. 2025).
- Fader, Ayala. 2009. Mitzvah Girls: Bringing Up the Next Generation of Hasidic Jews in Brooklyn. Princeton University Press.
- Gaudio, Rudolf Pell. 2011. Allah Made Us: Sexual Outlaws in an Islamic African City. John Wiley & Sons.
- Hall, Kira, and Mary Bucholtz. 1995. Gender Articulated: Language and the Socially Constructed Self. New York: Routledge.
- Jacobs-Huey, Lanita. 2006. From the Kitchen to the Parlor: Language and Becoming in African American Women's Hair Care. Oxford University Press.
- Kulick, Don (2000). „Gay and Lesbian Language”. Annual Review of Anthropology. 29: 243—285. doi:10.1146/annurev.anthro.29.1.243.
- Kulick, Don (2008). „Gender Politics”. Men and Masculinities. 11 (2): 186—192. S2CID 220318745. doi:10.1177/1097184X08315098.
- Kulick, Don (1997). „The Gender of Brazilian Transgendered Prostitutes.”. American Anthropologist. 99 (3): 574—85. doi:10.1525/aa.1997.99.3.574. American Anthropologist.
- Livia, Anna, and Kira Hall. 1997. Queerly Phrased: Language, Gender, and Sexuality. Oxford University Press.
- Manalansan, Martin F. IV. "'Performing' the Filipino Gay Experiences in America: Linguistic Strategies in a Transnational Context." Beyond the Lavender Lexicon: Authenticity, Imagination and Appropriation in Lesbian and Gay Language. Ed. William L Leap. New York: Gordon and Breach, 1997. 249–266
- Mendoza-Denton, Norma. 2014. Homegirls: Language and Cultural Practice Among Latina Youth Gangs. John Wiley & Sons.
- Rampton, Ben. 1995. Crossing: Language and Ethnicity Among Adolescents. Longman.
- Zimman, Lal, Jenny Davis, and Joshua Raclaw. 2014. Queer Excursions: Retheorizing Binaries in Language, Gender, and Sexuality. Oxford University Press.

## Spoljašnje veze
- [мртва веза]